# Frans Olbrechts

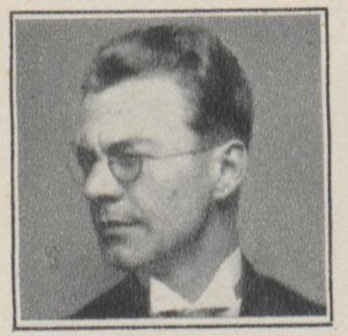
Frans Olbrechts

Frans Maria Olbrechts (geb. 16. Februar 1899 in Mechelen; gest. 24. März 1958 in Aachen) war ein belgischer Volkskundler, Ethnologe und Anthropologe, der im Bereich der afrikanischen Kunstwissenschaft tätig war und größtenteils in niederländischer Sprache veröffentlichte.

## Leben
Frans Olbrechts wurde 1899 im flämischen Mechelen geboren. Nach einem Studium der Geisteswissenschaften am Sint-Romboutscollege in Mechelen erwarb er 1925 an der Katholischen Universität Löwen das Lizentiat in germanischer Philologie mit einer volkskundlichen Studie über eine alte Mechelner Beschwörungsformel.
Er erhielt ein Stipendium, das ihm ein Studium an der Columbia University in New York bei Franz Boas ermöglichte. Auf Empfehlung von Boas unternahm er Feldforschungen bei den östlichen Cherokee im Bundesstaat North Carolina (1926–1927). Das Ergebnis dieses Aufenthalts war die Übersetzung und Analyse einer einzigartigen Sammlung von Heilformeln und medizinischen Rezepten, des Swimmer Manuscript, das er nach James Mooney (1861–1921) überarbeitete, vervollständigte und bearbeitete. Anschließend begann er ein Forschungsprojekt mit dem Stamm der Onondaga im Bundesstaat New York (1929–1930). Die Sammlungen, die er während seiner beiden Aufenthalte vor Ort zusammengetragen hatte, schenkte er den Königlichen Museen für Kunst und Geschichte in Brüssel, wo er Attaché wurde (1930–1935). Im Jahr 1932 wurde er außerdem Dozent für Ethnologie und Kunst der Naturvölker an der Staatlichen Universität Gent, einer Tätigkeit aus der sein Buch Ethnologie: inleiding tot de studie der primitieve beschaving (Ethnologie: Einführung in das Studium der primitiven Zivilisationen) hervorging.
In den 1930er Jahren spielte er eine Vorreiterrolle auf dem Gebiet der Volkskunde. Während des Zweiten Weltkriegs publiziert er 1942 das Buch Vlaanderen zendt zijn zonen uit (Flandern entsendet seine Söhne), worin er die Reisen und Aktivitäten namhafter Flamen im Ausland beschrieb, darunter: Willem van Rubroek, Joos van Ghistele, Pieter van Gent, Nicolaes Cleynaerts, Ogier Gisleen van Busbeke, Emanuel de Aranda, Ferdinand Verbiest, Joris van Geel und Pieter Fardé.

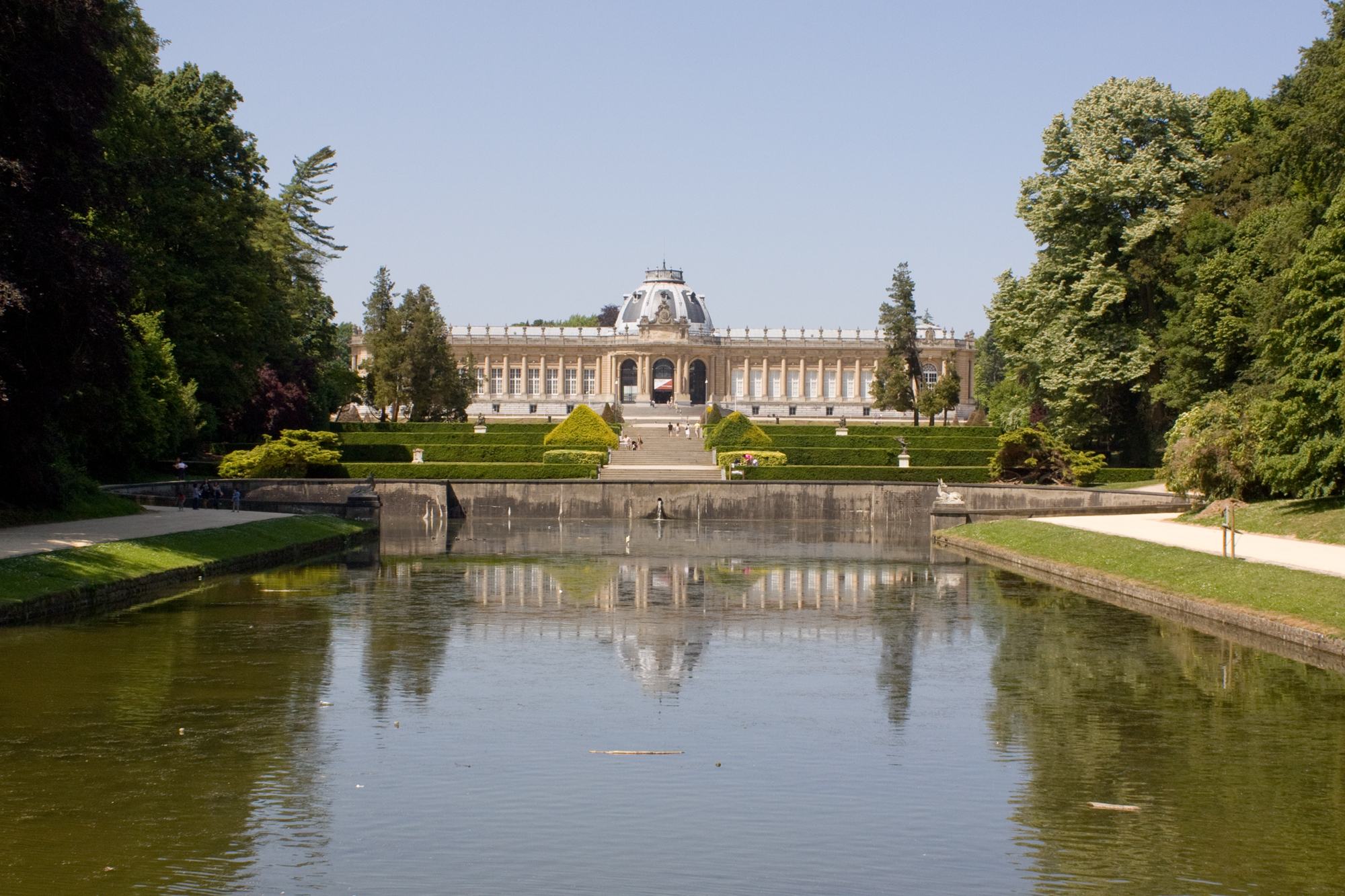
Museum in Tervueren

Im Jahr 1947 wurde er Direktor des Königlichen Museums für Belgisch-Kongo in Tervuren und übte diese Funktion bis zu seinem frühen Tod aus.
Olbrechts spielte eine Pionierrolle in der Geschichte der afrikanischen Kunstwissenschaft, er begründete das stilistische Studium der afrikanischen Kunst und legte damit den Grundstein für die Disziplin, die heute als Anthropologie der Kunst bekannt ist.
Als Standardwerk zur afrikanischen Kunst gilt seine unter Mitwirkung von Albert Maesen (1915–1992) verfasste Studie Plastiek van Kongo (1946, erweitert durch Albert Maesen, 1959).

## Frans-M.-Olbrechts-Gesellschaft
1968 stellte die Witwe von Frans Olbrechts einen Geldbetrag zur Verfügung, um die Frans M. Olbrechtsgenootschap (Frans-M.-Olbrechts-Gesellschaft) zu gründen, die sich mit der Förderung der Arbeit an verschiedenen Themen der Volkskultur befasst.

## Publikationen
- Een oud Mechels bezweringsformulier [Eine alte Mechelner Beschwörungsformel]. Gent 1925.
- Kunst van vroeg en van verre [Kunst der Frühe und Ferne]. Davidsfonds[5], 1929 (Davidsfonds Keurboeken Nr. 2).
- (Mitarbeit an:) James Mooney: The Swimmer Manuscript. Cherokee sacred formulas and medicinal prescriptions. Revised, completed, and edited by Frans M. Olbrechts. Washington, Government Printing Office, 1932 (Smithsonian Institution, Bureau of American Ethnology, Bulletin 99)
- Het Roode Land der Zwarte Kariatiieden, 1935.
- Ethnologie: inleiding tot de studie der primitieve beschaving [Ethnologie: Einführung in das Studium der primitiven Zivilisationen]. Zutphen: W. J. Thieme und Cie, 1936 / auch: N. V. Standaard-Boekhandel, Antwerpen-Brussel-Gent-Leuven 1936 (Fotos)
- Maskers en dansers in de Ivoorkust [Masken und Tänzer an der Elfenbeinküste]. Davidsfonds 1940.
- Vlaanderen zendt zijn zonen uit [Flandern entsendet seine Söhne]. Leuven, Davidsfonds 1942.
- (unter Mitwirkung von Dr. Albert Maesen) Plastiek van Kongo [Plastik des Kongo]. Antwerpen, Brüssel, Gent, Leuven 1946.
- (Einführung zu:) Congo. Patrimoine de la Belgique. Preface de Pierre Ryckmans, Introduction de Marcel Vanden Abeele et Frans-M. Olbrechts. Verleyen, Emile. Bruxelle, Les Editions de Visscher, 1950
- Les arts au Congo Belge et au Ruanda-Urundi. 1950. [Exposition Vaticane ]. Bruxelles, CID, 1950
- Enkele meesterwerken der Afrikaanse kunst uit de Verzamelingen van het Koninklijk Museum van Belgisch Congo Tervuren. Koninklijk Museum, Tervuren, 1952
- Some Masterpieces of African Art – from the Collections of the Royal Museum of Belgian Congo - Tervuren. Tervuren: Royal Museum of Belgian Congo, 1952
- Frans-M. Olbrechts et al: Invitations au Voyage Congolais. Bruxelles: Sabena Revue, Hiver 1954
- (unter Mitwirkung von Albert Maesen) Les arts plastiques du Congo Belge. Bruxelles, Anvers & Amsterdam 1959